# Friedrich Heinrich Wiggers
Friedrich Heinrich Wiggers (ur. 15 marca 1746, zm. 3 marca 1811) – niemiecki botanik i mykolog.
Friedrich Heinrich Wiggers rozpoczął studia na Uniwersytecie w Kilonii w 1774 r. W 1780 r. opublikował rozprawę „Primitiae Florae Holsaticae”. Doktorat otrzymał cztery lata później w 1784 r. Osiadł w Apenrade w Szlezwiku. W 1785 roku ożenił się i został ojcem czwórki dzieci.
Istnieje wiele wariantów jego imienia, w tym „Fridrich Hindrich” i latynizacja „Fredericus Henricus” oraz alternatywne nazwisko „Wichers”.
Opisał nowe taksony grzybów. W ich naukowych nazwach dodawany jest skrót jego nazwiska Wigg.